# سيدريك هيرفي
سيدريك هيرفي (بالفرنسية: Cédric Hervé)‏ ولد بتاريخ 14 نوفمبر 1979 في دينان، فرنسا، هو دراج فرنسي سابق في صنف سباق الدراجات على الطريق.

## روابط خارجية
- سيدريك هيرفي على موقع الاتحاد الدولي للدراجات (الإنجليزية)
- سيدريك هيرفي على موقع أرشيف الدراجات (الإنجليزية)
- سيدريك هيرفي على موقع إحصائيات الدراجات الإحترافية (الإنجليزية)
- سيدريك هيرفي على موقع نسبة الدراجات (الإنجليزية)
- سيدريك هيرفي على موقع CycleBase (الإنجليزية)